# Grænsefolket
Grænsefolket er en dansk stumfilm fra 1927, der er instrueret af Eduard Schnedler-Sørensen efter manuskript af Laurids Skands.

## Handling
Familien Steffensen bor på en gård i Sønderjylland, der har været under tysk herredømme i 60 år, da første verdenskrig pludselig står for døren. Håbet om at genvinde det tabte Danmark tænder lys i grænsefolkets øjne, men familien Steffensens gård står til at skulle på tvangsauktion. I al hemmelighed flygter sønnen Erik over grænsen til Danmark for at skaffe penge. Han når dog ikke tilbage, inden de gamle forældre tvungent må forlade deres hjem. Men i stedet for at komme i tyske hænder, bliver gården opkøbt af den gamle tjenestekarl, som på mystisk vis kan hive store pengebundter op af lommen og tilrane sig rub og stub.

## Medvirkende
- Elith Reumert - Steffen Steffensen, ejer af Enggaarden
- Clara Schønfeld - Ane, Steffensens hustru
- Karl Jørgensen - Erik, Steffensens søn
- Emil Bruun - Holger, Steffensens søn
- Peter Malberg - Peter Kryk, karl på Enggaarden
- Svend Kornbeck - Lorens Lorensen, smed
- Randi Michelsen - Karen, smedens datter
- Peter Nielsen - Kaptajn Sternmayer, amtsforstander
- Grete Bendix - Hedwig, Stermayers datter
- Alex Suhr - Heinrich, Sternmayers søn